# She Loves Me
She Loves Me ist ein Musical mit der Musik von Jerry Bock, Gesangstexten von Sheldon Harnick und einem Buch von Joe Masteroff, nach der Komödie Parfümerie (ung.  Illatszertár) des ungarischen Autors Miklós László. Das Schauspiel diente bereits in den 1940er Jahren als Vorlage für den Ernst-Lubitsch-Film Rendezvous nach Ladenschluß, der wiederum die Grundlage für das Hollywood-Musical In the Good Old Summertime (Damals im Sommer, auch Mit Musik ins Glück) bildete.

Harold Prince führte die Produktion und die Regie des Musicals, das am 23. April 1963 im Eugen O’Neill Theatre Broadway-Premiere hatte. Die Laufzeit des Musicals enttäuschte mit 302 Vorstellungen, wohingegen der Score (Partitur) in den Charts erfolgreich war und dessen Aufnahme 1964 einen Grammy erhielt. Im selben Jahr wurde Jack Cassidy mit einem Tony Award für die beste männliche Nebenrolle ausgezeichnet.
Die Erstaufführung im Londoner West End war am 29. April 1964 im Lyric Theatre. Die deutschsprachige Erstaufführung fand am 19. September 1996 unter dem Titel Sie liebt mich im Etablissement Ronacher in Wien statt, in einer Übersetzung von Frank Thannhäuser und Nico Rabenald.

## Handlung
Ort und Zeit: Budapest im Jahr 1934.

Seit fünfzehn Jahren arbeitet Georg Nowack in Herrn Maraczeks Parfümerie. Er ist erster Verkäufer, steht im besten Einvernehmen mit dem Chef und ist einmal wöchentlich Gast in dessen Haus. Im Privaten stehen die Dinge anders. Deshalb hat Nowack über eine Kontaktanzeige eine anonyme Brieffreundschaft begonnen und sich sofort in die Unbekannte verliebt.

Genau zu dieser Zeit wendet sich sein berufliches Glück. Mit der neu eingestellten Verkäuferin Amalia Balash hat er es mit einer streitsüchtigen, widersprechenden, ständig zu spät kommenden Person zu tun. Zudem trübt sich aus unerklärlichen Gründen sein Verhältnis zu Herrn Maraczek.

In der Vorweihnachtszeit kommt es zum Debakel. Gerade an dem Tag von Nowacks erstem Treffen mit seiner geliebten Unbekannten, hat Fräulein Balash ebenfalls eine Verabredung und besteht darauf pünktlich Feierabend machen zu wollen. Dann verlangt Maraczek, der mit dem Stand der Dekorationsarbeiten unzufrieden ist, von Nowack Überstunden. Ein Wort gibt das andere; Nowack verliert die Beherrschung und kündigt.

Zum vereinbarten Rendezvous im Café Imperial fehlt ihm der Mut, er möchte sich eigentlich verleugnen lassen. Als er aber Fräulein Balash dort sitzen sieht, ist er so verwirrt, dass er sich zu ihr setzt, woraufhin beide sofort in Streit fallen.

Am selben Abend klärt sich Herrn Maraczeks Unmut gegenüber Nowack auf. Maraczek hatte einen Detektiv seiner Frau hinterherspionieren lassen. Aber nicht Nowack ist wie vermutet der heimliche Liebhaber seiner Frau, sondern dessen Kollege Kodaly. In seinem Büro versucht Maraczek daraufhin sich das Leben zu nehmen.

Der zweite Akt zeigt sich versöhnlicher. An Herrn Maraczeks Krankenbett bekommt Nowack die Leitung der Parfümerie übertragen und den Auftrag Kodaly zu entlassen. Danach kümmert sich Nowack um seine Amalia, die um ihren lieben Brieffreund trauert, so dass die beiden schließlich zueinander finden.

## Songs
1. Akt:

(1) Good Morning, Good Day/Wie geht es   (2) Sounds while Selling /Der Laden wird geöffnet   (3) Thank You, Madam/Verkaufsgespräche   (4) Days Gone By/Vor langer Zeit   (5) No More Candy/Keine Bonbons   (6) Three Letters/Drei Briefe   (7) Tonight at Eight/Heut’ Nacht um Acht   (8) I Don’t Know His Name/Wüsst’ ich, wie er heißt   (9) Perspective/Perspektive   (10) Goodbye Georg/Lebewohl   (11) Will He Like Me?/Ist es möglich   (12) Ilona   (13) I Resolve/Jetzt ist Schluss   (14) A Romantic Atmosphere/Romantisch ungestört   (15) Tango Tragique/Cafe Imperiale   (16) Mr. Nowack, Will You Please?/Herr Nowack, geh’n Sie jetzt   (17) Dear Friend/Mein Freund

2. Akt:

(18) Try Me/All das kann ich   (19) Where’s My Shoe?/Wo ist bloss mein Schuh   (20) Vanilla Ice Cream/Vanille-Eiscreme   (21) She Loves Me/Sie liebt mich   (22) A Trip to the Library/Der Gang in die Bücherei   (23) Grand Knowing You/Schön hier zu sein   (24) Twelve Days to Christmas/Ein Weihnachtslied

## Aufnahmen
- 1963 Original Broadway Cast (Daniel Massey, Barbara Cook, Barbara Baxley, Jack Cassidy)
- 1964 London Cast (Gary Raymond, Rita Moreno, Anne Rogers, Gary Miller)
- 1993 Broadway Cast (Boyd Gaines, Diane Fratantoni, Sally Mayes, Howard McGillin)
- 1994 London Cast (John Gordon Sinclair, Ruthie Henshall, Tracie Bennett, Gerald Casey)
- 2016 Broadway Cast (Zachary Levi, Laura Benanti, Jane Krakowski, Gavin Creel)